# حلزون البحر

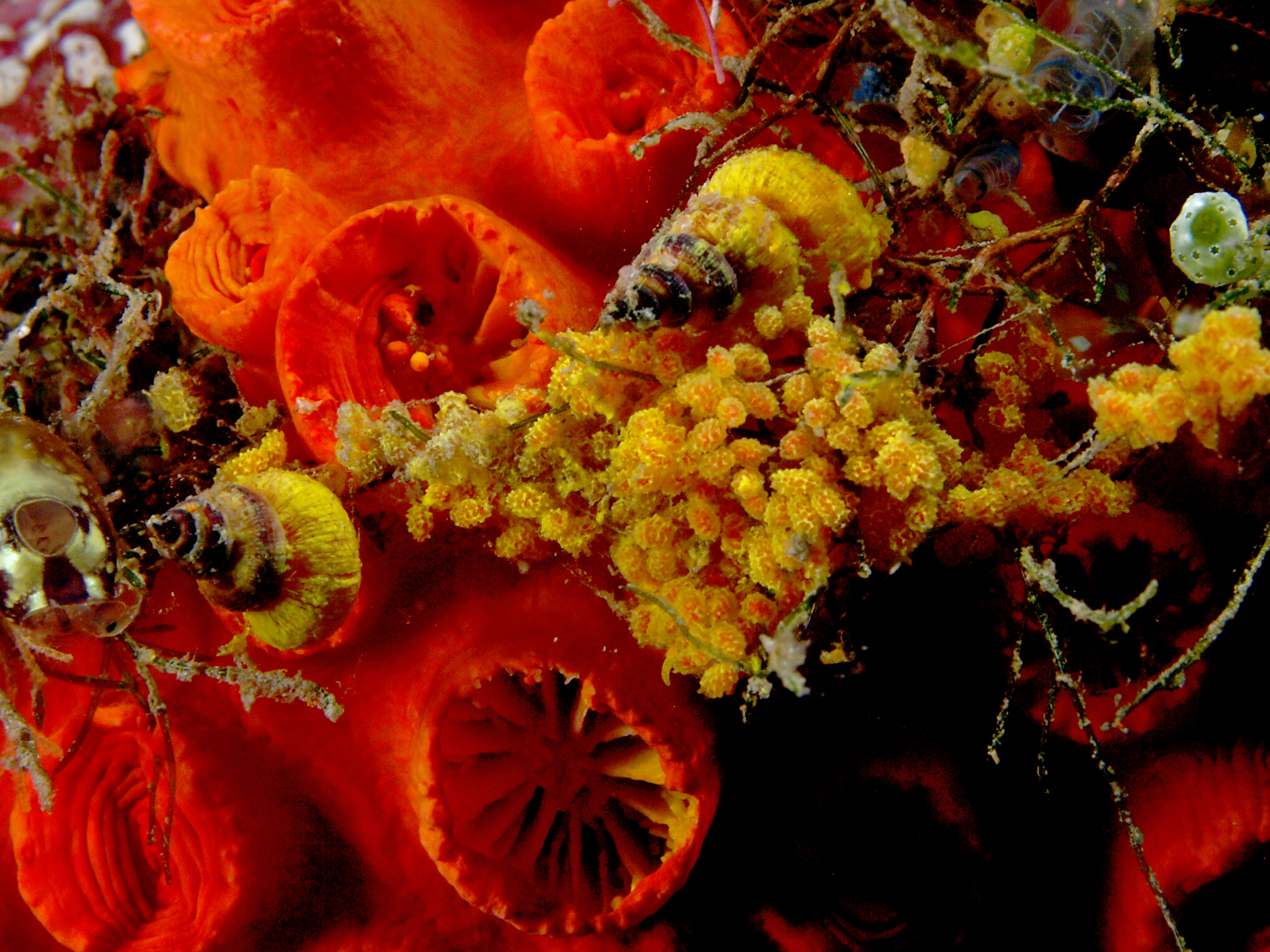
نوع من حلزون البحر في بيئته الطبيعية: فنجان المرجان الأحمر.

حلزون البحر هو الاسم الشائع للحلزون الذي يعيش في المياه المالحة، وتسمى كذلك بالرخويات البحرية بطنيات القدم. يشمل تصنيف بطنيات الأرجل أيضا الحلزونات التي تعيش في المياه الأخرى، مثل حلزون الأرض وحلزون المياه العذبة. العديد من أنواع الحلزون البحري صالح للأكل واستغلت كمصادر غذائية من قبل البشر.
الحلزون البحري من الرخويات البحرية التي تمتلك قوقعة. أو الرخويات البحرية بدون قوقعة، أو قد تمتلك قواقع داخلية فقط، وهي معروف بأشكالها المختلفة بأسماء شائعة أخرى، بما في ذلك سبيكة البحر، بزاق، عاريات الخيشوم، وما إلى ذلك من التنوع الهائل من الحلزونات البحرية.

## القوقعة

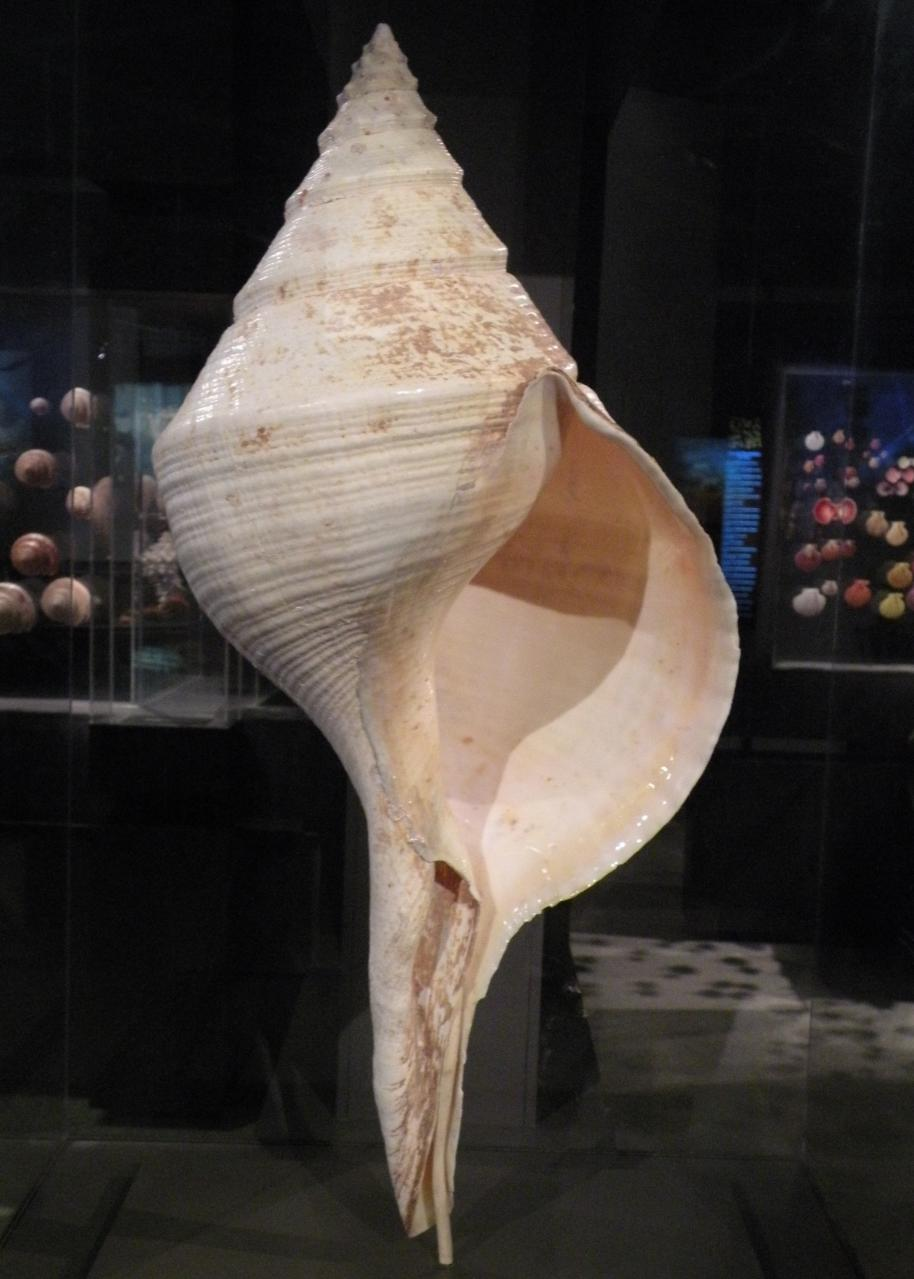
قوقعة 'Syrinx aruanus' يمكن أن تصل إلى 91 في فترة طويلة.

معظم أنواع الحلزون البحري ملفوف حلزونيا، وبعضها لديه قواقع مخروطية، وغالبا ما يشار إليها باسم البطلينوس. في عائلة تسمى (Juliidae)، قوقعة الحلزون قد تكون من صفيحتين متماثلتين ملصقتين مع بعض مثل ثنائية الصدفة. وتسمى هذه العائلة أحيانا «الرخويات bivalved».
تم العثور على قواقع في مجموعة متنوعة من الأشكال والأحجام، ولكن عادة ما تكون صغيرة جدا. من أنواع القواقع الصغيرة التي تعيش في البحر نجد Syrinx aruanus ، وقد يتراوح حجم قوقعة بطني الأرجل 91 سم، إلى الأنواع القواقع الدقيقة الأقل من 1 ملم. ولأن الصدفيات والقواقع البحرية قوية في بنيتها وصلبة، استخدمت لتكوين السجل الأحفوري في علم الأحياء القديمة.

## التشريح
الحلزونات البحرية هي مجموعة كبيرة من الحيوانات ومتنوعة وغنية جدا. معظم الحلزونات التي تعيش في المياه المالحة تتنفس باستخدام الخياشيم، عدد قليل من هذه الأنواع لديها رئة، هذه الرئة مدية، وتنشط فقط في انخفاض المد حيث يمكنها التحرك في الهواء. وتشمل عائلة الأنواع التي تتنفس الهواء أنواع من عائلة Siphonariidae ومجموعة أخرى من بطلينوس في عائلة Trimusculidae.
ليس كل القواقع البحرية لديها الغلاف الخيشومي.

## استخدامات
استخدم عدد من أصناف الحلزونات البحرية من قبل البشر كغذاء ، بما في ذلك أذن البحر، والمحار، بطلينوس، الولكيات.
غالبا ما نجد أصداف الحلزونات البحرية تستخدم من قبل البشر التي تنتشر على الشواطئ البحر. لأن صدفة العديد من الحلزونات البحرية لديها شكل جذاب، فقد استخدمت من قبل البشر لصنع القلائد وغيرها من المجوهرات من عصور ما قبل التاريخ إلى يومنا الحالي.
بضعة أنواع صدفات الحلزونات من عائلة Vetigastropoda كبير ولديها طبقة سميكة من عرق اللؤلؤ. تاريخيا، استخدم هذا عرق لصناعة لأزرار خلال السنوات الماضية.

## استخدام الحيوانات الأخرى
تستخدم أصداف الحلزون البحري من طرف أنواع كثيرة من سرطانات الناسك للحماية. والسلطعون الناسك، حيث يتم حمل الصدفة بواسطة مشبك يدخله في تجويفها.

## التعريف
تحديد ما إذا كان بعض الرخويات ينبغي أن تسمى حلزون بحري ليس سهل دائما. بعض الأنواع التي تعيش في المياه المالحة (مثل بعض نيرايتس) يمكن ان تكون إما حلزون مياه عذبة أو حلزون بحرية، وبعض الأنواع التي تعيش فوق مستوى المد العالي (مثل جنس Truncatella) تعتبر بعض الأحيان من الحلزونات البحرية وفي بعض الأحيان حلزونات برية.